# DAF 95 XF
O DAF 95 XF é um modelo de caminhão da marca DAF.
Este modelo foi introduzido em 1997, como o sucessor do DAF 95. Foi o primeiro modelo a ser lançado após a aquisição da DAF Trucks pela Paccar. Ele é em grande parte baseado no DAF 95.500, uma versão especial do 95. Em 1998, o modelo foi eleito Caminhão do Ano.